# Добровольний
Доброво́льний (рос. Добровольный) — селище у складі Саранського міського округу Мордовії, Росія.

## Населення
Населення — 66 осіб (2010; 70 у 2002).
Національний склад (станом на 2002 рік):
- росіяни — 84 %